# Manuel Antonio de Emparán y Orbe
Manuel Antonio de Emparán y Orbe (Azpeitia, 16 marzo 1754 – Algeciras, 13 luglio 1801) è stato un militare spagnolo, discendente da un'antica e nobile famiglia. Fu comandante del vascello da 112 cannoni San Hermenegildo durante la Seconda battaglia di Algeciras. Suo fratello Vicente ricoprì l'incarico di Governatore della provincia di Cumaná e poi quello di Capitano Generale del Venezuela.

## Biografia
Nacque ad Azpeitia (provincia di Gipuzkoa) il 16 marzo 1754, figlio legittimo del nobile Jose Joaquin de Empáran e di María Ana Orbe y Zarauz, nipote di Andrés de Orbe y Larreátegui cui il Re Filippo V aveva concesso il titolo castigliano di Marchese di Valde-Espina.

### Carriera militare
Entrò in qualità di guardiamarina nella Compagnia del Dipartimento di Cadice il 22 luglio 1766. Dopo aver superato l'esame teorico si imbarcò su varie navi, ed al ritorno da una di queste crociere, il 14 settembre 1769 fu promosso alférez de fregata. Con Real Orden dell'11 gennaio 1773 fu promosso alférez de navío, e prese parte a diverse missioni di contrasto alla pirateria barbaresca. Promosso teniente de fregata il 16 marzo 1776, effettuò un viaggio a Montevideo, ed al suo ritorno la nave fu impiegata come trasporto truppe per le isole Canarie. Con Real Orden del 3 maggio 1778 divenne teniente de navío, effettuando poi un viaggio alle Filippine dove rimase per tre anni. Venne promosso capitano di fregata il 21 dicembre 1782, e ricevette l’incarico di vicecomandante della fregata Paz su cui effettuò un viaggio a Manila, nelle Filippine. Al suo ritorno assunse il comando della fregata Palas, assegnata alla squadra navale del tenente generale Francisco Javier Morales, con cui effettuò varie crociere nel Mediterraneo e nell’Oceano Atlantico. La Palas fu quindi assegnata alla stazione navale di Barcellona e successivamente a quella di Mahón, porto dell’isola di Minorca. Il 1º marzo 1791 fu promosso capitano di vascello ed assunse il comando del vascello da 74 cannoni Intrépido con cui effettuò missioni di trasporto di posta a Genova e a Tolone. Nel corso del 1797 assunse il comando di una divisione di fregate, alzando la sua insegna sulla Ceres, incaricato di trasportare in Suriname un reggimento di guardie valloni, ritornando a El Ferrol nel 1799.
Nel maggio del 1800 assunse il comando del vascello da 112 cannoni San Hermenegildo, in forza alla squadra al comando del tenente generale Juan Joaquín Moreno, nella difesa del porto di El Ferrol dal tentativo di sbarco inglese effettuato dalla navi del contrammiraglio John Borlase Warren. All’alba del 26 agosto le truppe da sbarco inglesi vennero attaccate da una colonna di fanti scesi da numerose navi spagnole, e da 56 fanti di marina e 67 soldati del Reggimento delle Asturie scesi dal vascello Argonauta. Il 20 aprile 1801 le navi di Moreno salparono da El Ferrol raggiungendo il 25 successivo il porto di Cadice dove gettarono l’ancora. 

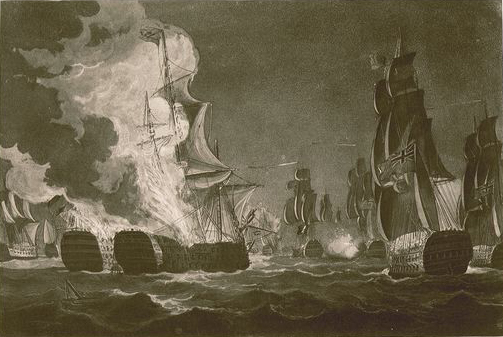
I vascelli di linea Real Carlos e San Hermenegildo in preda agli incendi poco prima di esplodere, dipinto di Thomas Whitcombe.

Il 13 giugno 1801 una squadra navale francese al comando del contrammiraglio Charles-Alexandre Léon Durand Linois, composta da 3 navi di linea e una fregata, aiutata da alcune unità minori spagnole, sconfisse una squadra di sei vascelli di linea inglesi al comando del retroammiraglio Sir James Saumarez durante la battaglia combattuta nella baia di Algeciras. Terminato lo scontro la squadra francese entrò nel piccolo porto di Algeciras, mentre gli inglesi ripararono a Gibilterra in attesa della rivincita. Il contrammiraglio Linois sollecitò gli spagnoli, tramite il suo sottoposto Pierre Dumanoir le Pelley, a mandare rinforzi, per consentirgli di riparare a Cadice, e da quello stesso porto su ordine dell’ammiraglio de Mazarredo salpò una formazione navale al comando del tenente generale Moreno, composta da cinque vascelli spagnoli e uno francese, il Saint Antoine al comando del Commodoro Julien Le Ray, e da una fregata spagnola e varie imbarcazioni minori francesi. Raggiunto il porto di Algeciras in quello stesso pomeriggio, Moreno si ricongiunse con Linois, e le due squadre salparono nuovamente all’alba del 12 luglio per rientrare a Cadice, inseguite dalla squadra inglese di Saumarez. L'ammiraglio francese aveva voluto portare con sé anche il vascello da 74 cannoni Annibal, catturato ai britannici durante la precedente battaglia ed incorporato nella flotta francese. Tale nave versava in cattive condizioni e navigava a rimorchio della fregata Indienne ritardando la marcia di tutta la formazione. I due ammiragli, seguendo le nuove direttive impartite dall’ammiragliato spagnolo, trasbordarono sulla fregata Sabine, e Moreno, preoccupato di arrivare il più presto possibile a Cadice fece rientrare l’Annibal ad Algeciras.
Nella notte tra il 12 e il 13 luglio avvenne un nuovo scontro, in quanto Saumarez aveva lasciato libere le sue navi di rompere la formazione e inseguire la retroguardia del nemico. Il vascello Superb, al comando del capitano Richard Goodwin Keats, riuscì ad avvicinarsi ai tre vascelli di retroguardia. Si trattava del Real Carlos che navigava di conserva con il San Hermenegildo a babordo e il Saint Antoine a tribordo ma molto attardato. Il Superb attaccò completamente oscurato il Real Carlos da 320 m che fu pesantemente colpito, perdendo l’albero di gabbia, ed avendo un vasto incendio a bordo divenne ben presto visibile a tutte le altre navi. Di questo fatto approfittò il vascello San Hermenegildo che, contravvenendo ai rigidi ordini di Moreno, attaccò alla cieca il Real Carlos. L’attacco ebbe immediata risposta e le due navi spagnole presero a spararsi bordate su bordate che terminarono quando il Real Carlos, ormai in preda ad un incendio incontrollabile, sbandò andando a collidere con il San Hermenegildo. Quest’ultimo rimase irrimediabilmente agganciato al Real Carlos e fu immediatamente preda di vasti incendi. Nessuna delle navi inglesi presenti in zona riuscì a portare soccorso ai marinai delle due navi che cercavano di abbandonare i vascelli in fiamme a bordo di piccole imbarcazioni, e alla 0:15 il San Carlos esplose affondando, seguito poco tempo dopo dal San Hermenegildo. I superstiti furono 298, ma si registrarono oltre 1700 vittime, tra cui il comandante del Real Carlos don José de Ezquerra y Guirior e quello del San Hermenegildo don Manuel Antonio de Emparán y Orbe.
Nel Pantheon dei Marinai illustri che si trova all'interno dei terreni della base militare di San Carlos, a San Fernando (Cadice), si trova una lapide con la seguente iscrizione: A la memoria del Capitán de Navío Don Manuel Emparan. Muerto en la voladura del navío de su mando San Hermenegildo en el combate del estrecho de Gibraltar, 12 de Julio de 1801.

### La famiglia
Suo fratello Francisco continuò la primogenitura della casata Emparán, e gli altri suoi fratelli ricoprirono ruoli di primo piano nell’ambito militare e politico spagnolo. Agustín Ignacio fu Cavaliere dell'Ordine di Carlo III, Miguel José divenne Brigadiere generale della Real Armada Española, Vicente fu governatore della provincia di Cumaná e Capitano Generale del Venezuela, mentre Pedro, stabilitosi anch’egli nel Venezuela, ricoprì l’incarico di Alcalde ordinario. I suoi discendenti si imparentarono con la famiglia dell’eroe dell'indipendenza venezuelana Antonio José de Sucre, Gran Maresciallo di Ayacucho e con quella del generale José Tadeo Monagas futuro presidente del Venezuela.
La famiglia Emparán y Orbe, signori delle città di Azpeitia ed Ermua e del Marchesato di Valde-Espina erano diretti discendenti delle Case di Loyola, Balda, Butrón, Haro, e di Borgogna e da questa linea delle famiglie reali delle Asturie, Castiglia, León, Aragona, Navarra, Portogallo, e delle dinastie dei Capetingi di Francia, Hohenstaufen di Germania, Plantageneti d’Inghilterra, del Regno di Scozia, della Casa di Normandia e di quella di quella di Uppsala.